# Stob a’ Choire Odhair

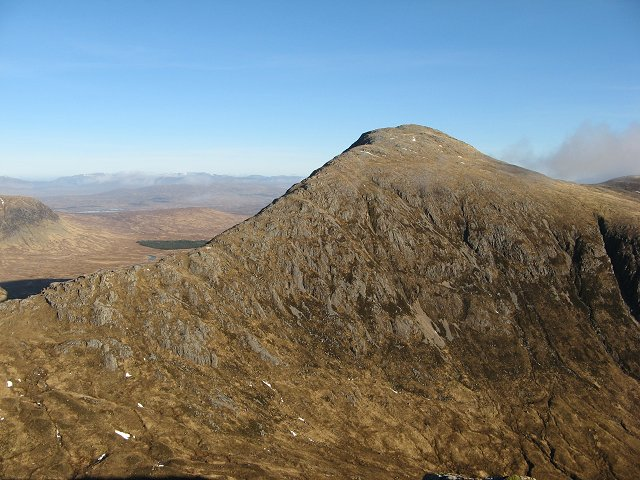
Blick von Westen vom Aonach Eagach zum Gipfel

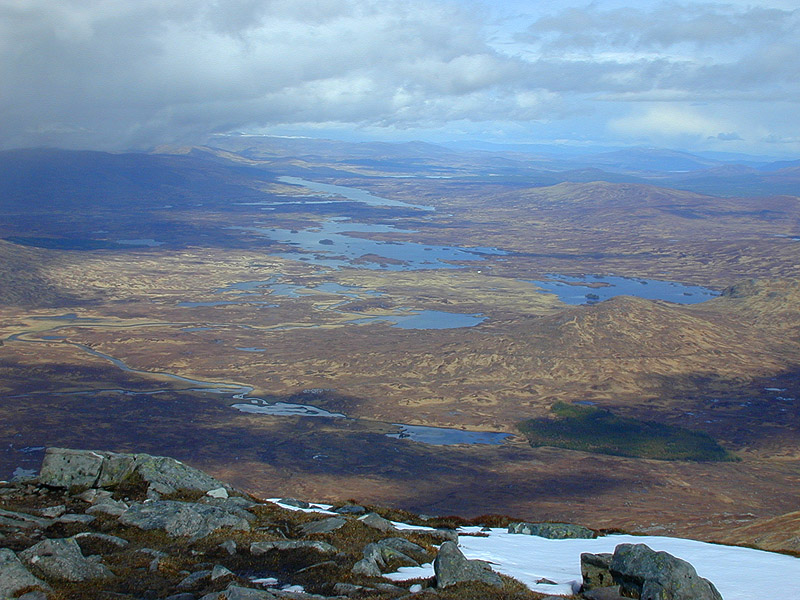
Blick vom Gipfel nach Nordosten über Rannoch Moor, im Bildmittelpunkt Loch Bà, im Hintergrund Loch Laidon

Der Stob a’ Choire Odhair ist ein 945 Meter hoher Berg in den schottischen Highlands. Sein gälischer Name kann etwa mit Berg des dunklen Kars oder Berg des gesprenkelten Kars übersetzt werden. Der Berg liegt auf der Grenze zwischen den Council Areas Argyll and Bute und Highland und ist als Munro eingestuft.

## Beschreibung
In den Black Mount, die Teil einer sich von Loch Etive bis zum Westrand von Rannoch Moor erstreckenden Bergkette sind, ist der Stob Ghabhar der niedrigste von vier Munros. Die Black Mount werden südlich von Loch Tulla und nördlich vom oberen Talende von Glen Coe begrenzt. Durch seine markant über Loch Tulla aufragende Ostseite beherrscht der Stob a’ Choire Odhair zusammen mit dem westlich benachbarten, 1090 Meter hohen Stob Ghabhar diesen Teil von Rannoch Moor und ist gut von der östlich verlaufenden A82 zu sehen. Verglichen mit seinem mehrere Grate und Vorgipfel aufweisenden westlichen Nachbarn ist der Stob a’ Choire Odhair weniger komplex aufgebaut. Er fällt nach Nordosten und Süden gleichmäßig mit steilen, teils felsdurchsetzten Grashängen ab, vor allem die Nordseite ist felsig und steil. 
Südöstlich vorgelagert ist dem Stob a’ Choire Odhair der 834 Meter hohe Vorgipfel Beinn Toaig, mit dem er durch einen rund 800 Meter hohen Sattel verbunden ist. Grate laufen nach Süden und Nordosten aus, letzterer umschließt zusammen mit dem Nordgrat des Beinn Toaig das breite und steile Coire Odhar. Nach Westen schließt sich an den Gipfelgrat der am niedrigsten Punkt rund 670 Meter Höhe aufweisende Übergang zum Aonach Eagach an, einer der Vorgipfel des Stob Ghabhar. Der Übergang ist zugleich der Talschluss des tief eingeschnitten zwischen beiden Bergen liegenden Coire Toaig.

## Aufstieg
Für Bergsteiger gibt es mehrere Möglichkeiten des Aufstiegs. Viele Munro-Bagger verbinden die Besteigung mit der des Stob Ghabhar. Die meistfrequentierte Zustiegsmöglichkeit beginnt am Ende der von Bridge of Orchy kommenden Fahrstraße bei der Victoria Bridge am Ostende von Loch Tulla, wo der West Highland Way den Abhainn Shira, einen Zufluss von Loch Tulla, überquert. 
Von dort führt der Weg entlang des Nordufers des Abhainn Shira bis zum Tal des Allt Toaig, der dem Coire Toaig zwischen Stob a’ Choire Odhair und Stob Ghabhar entspringt. Entlang dieses Baches führt der Weg in das Corrie und dann steil ansteigend von Süden über den breiten Grat bis zum Gipfel. Vom Stob Ghabhar führt der Weg über den Aonach Eagach und den Sattel zwischen beiden Bergen zum Westgrat und weiter zum Gipfel. Konditionell anspruchsvoll ist eine Tagestour über alle vier Munros der Black Mount, die vom Stob a’ Choire Odhair und dem Stob Ghabhar nach Norden über Creise und Meall a’ Bhùiridh bis zum Beginn des Glen Coe führt.